# Miklušovce
Miklušovce este o comună slovacă, aflată în districtul Prešov din regiunea Prešov. Localitatea se află la altitudinea de 473 m deasupra n.m., se întinde pe o suprafață de 7,22 km2 și în 2017 număra 308 locuitori.

## Istoric
Localitatea Miklušovce este atestată documentar din 1330.

## Demografie
| An:                | 1994 | 2004   | 2014 | 2024    |
| ------------------ | ---- | ------ | ---- | ------- |
| Număr de persoane: | 331  | 340    | 323  | 289     |
| Diferență:         |      | +2,71% | −5%  | −10,52% |

| An:                | 2023 | 2024   |
| ------------------ | ---- | ------ |
| Număr de persoane: | 287  | 289    |
| Diferență:         |      | +0,69% |